# Виставковий центр (станція метро)
50°22′57.29″ пн. ш. 30°28′39.13″ сх. д. / 50.3825806° пн. ш. 30.4775361° сх. д.
«Виставко́вий центр» — 50-та станція Київського метрополітену. Розташована на Оболонсько-Теремківській лінії між станціями «Васильківська» та «Іподром». Відкрита 27 грудня 2011 року.
Розташована біля перетину Васильківської вулиці, проспектів Академіка Глушкова та Голосіївського поблизу Національного експоцентру України.
З 13 грудня 2023 по 12 вересня 2024 року у зв'язку з пошкодженням обробки та протіканням тунелю на перегоні «Либідська» — «Деміївська» станція приймала поїзди, що курсували в режимі човникового руху за маршрутом «Деміївська» — «Теремки». На час ремонту сполучення з основною частиною лінії було перервано.

## Конструкція
Конструкція станції — односклепінна, мілкого закладення.
Колійний розвиток: пошерстний з'їзд з боку станції Васильківська.
Платформа з південно-західного боку сполучена двома сходовими маршами і ліфтом з підземним вестибюлем, суміщеним з новим підземним переходом під Васильківською вулицею. Пізніше перехід заплановано продовжити і добудувати до існуючого переходу під Голосіївським проспектом.
«Виставковий центр» оздоблено у бежево-білих відтінках. Над платформою — широке склепіння з люстрами, з круглими плафонами, які нагадують футбольні м'ячі.
Згідно з Державною програмою будівництва та розвитку мережі метрополітену на 2000—2010 роки станція мала бути споруджена до 2008 року, але її проектування та будівництво розпочалося лише в січні 2011 року. Історія Київського метрополітену не знає іншого випадку, коли б дільницю спорудили протягом року.
Вартість спорудження склала 750 млн грн — при початковій планованій вартості 906 млн грн.
27 грудня 2011 року об 11:00 відбулася офіційна церемонія відкриття нової станції метро, а перший поїзд із «Васильківської» з пасажирами приїхав о 13:10.

## Особливості організації руху в 2011—2013 роках
На момент відкриття це була друга в київському метрополітені кінцева станція, після якої потяги не розверталися у тупику, а йшли у зворотному напрямку просто зі станції. Для посадки і висадки використовувалася лише платформа по другій колії станції.
З 25 жовтня 2012 року для сполучення зі станцією «Іподром» було влаштовано човниковий рух по першій колії станції.
З 6 листопада 2013 року з відкриттям станції «Теремки» станція почала працювати у звичайному режимі.

## Пасажиропотік
| Рік                           | 2009 | 2011 | 2012 | 2013 | 2014 | 2015 | 2016 | 2017 | 2018 |
| ----------------------------- | ---- | ---- | ---- | ---- | ---- | ---- | ---- | ---- | ---- |
| Пасажиропотік, тис. осіб/добу | —    | 21,5 | 23,4 | 22,3 | 12,3 | 11,7 | 12,7 | 13,5 | 13,7 |

## Галерея

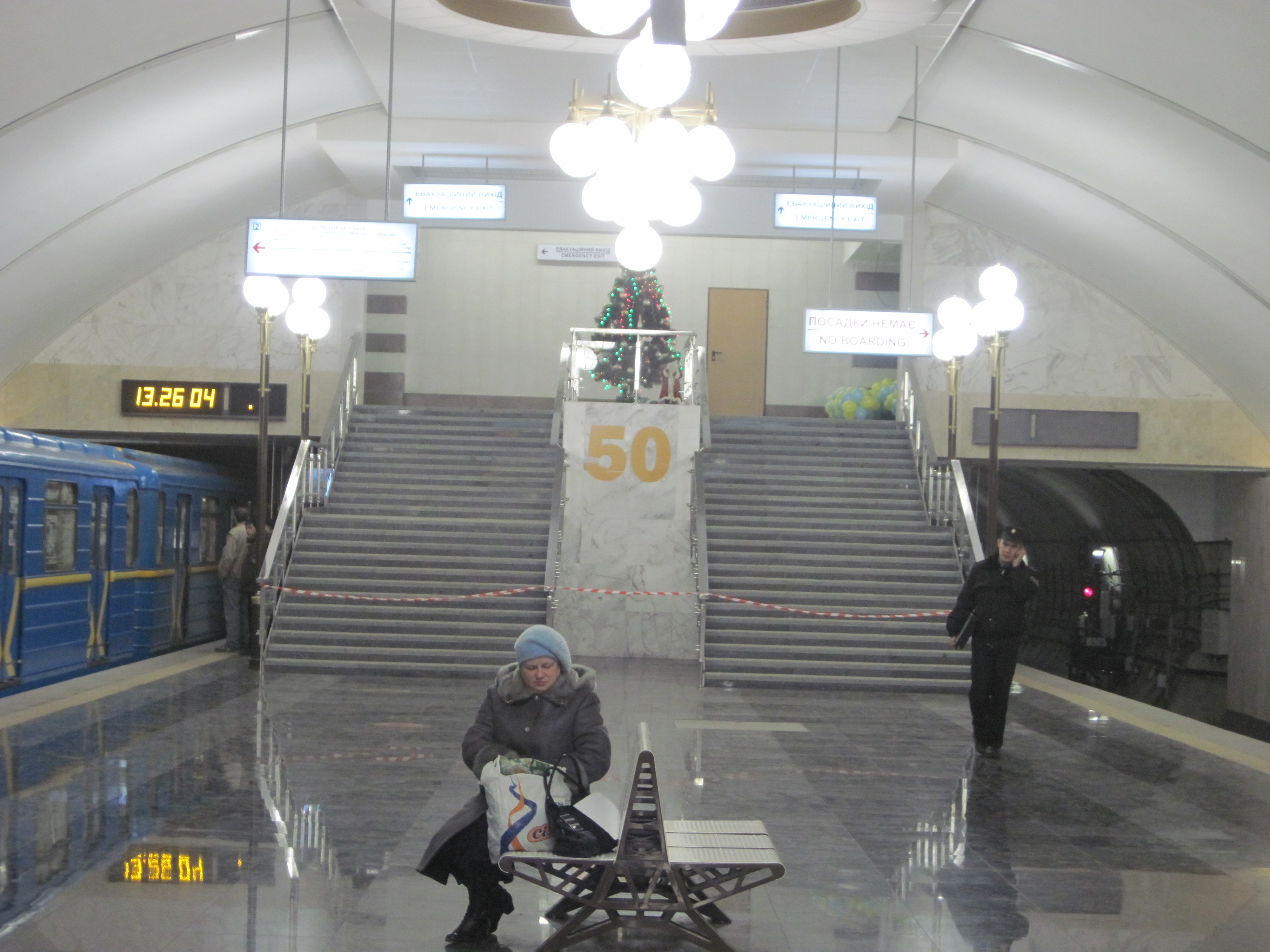
Непрацюючий вихід зі станції
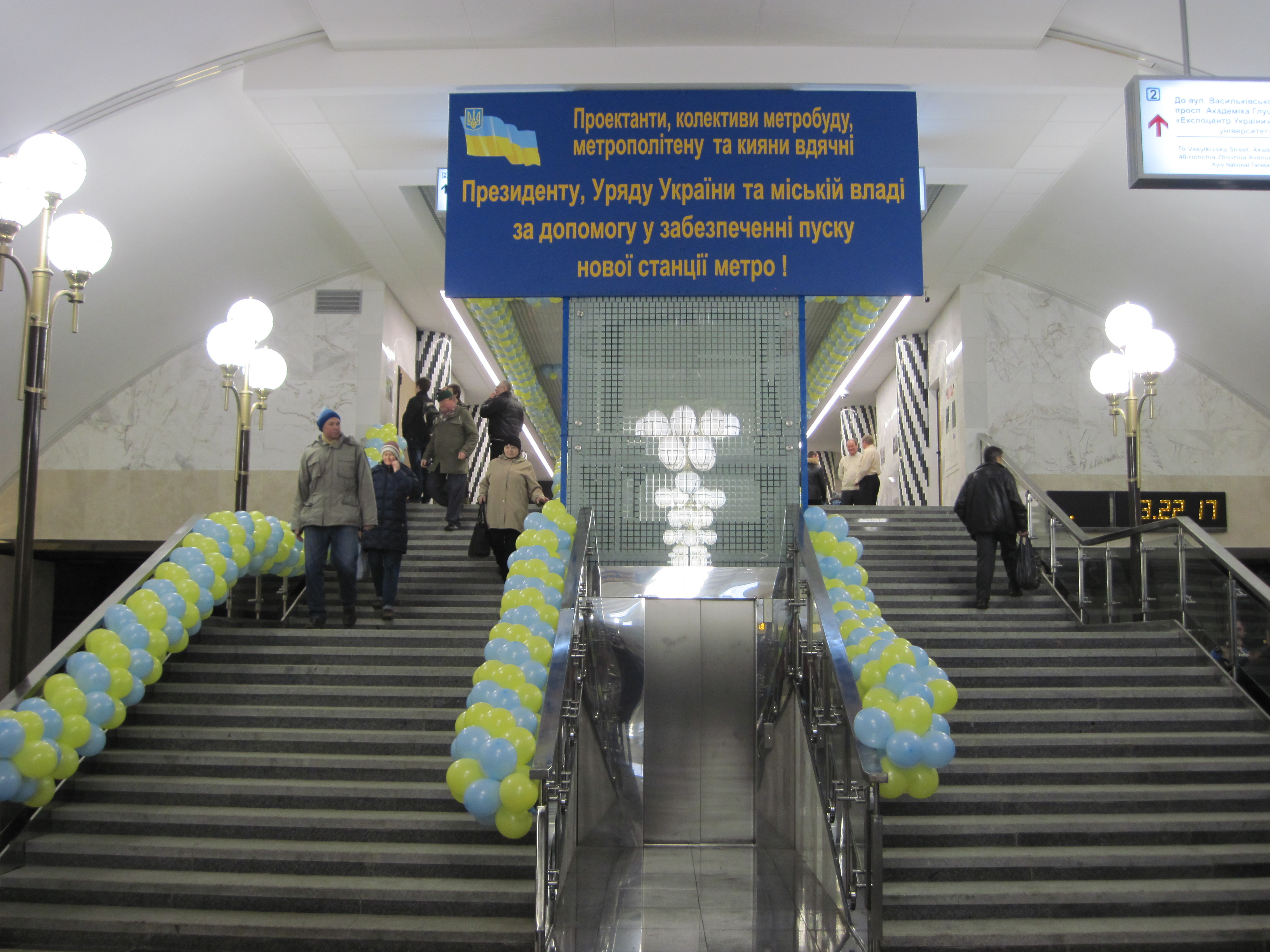
Єдиний (станом на 27.12.2011) працюючий вихід зі станції
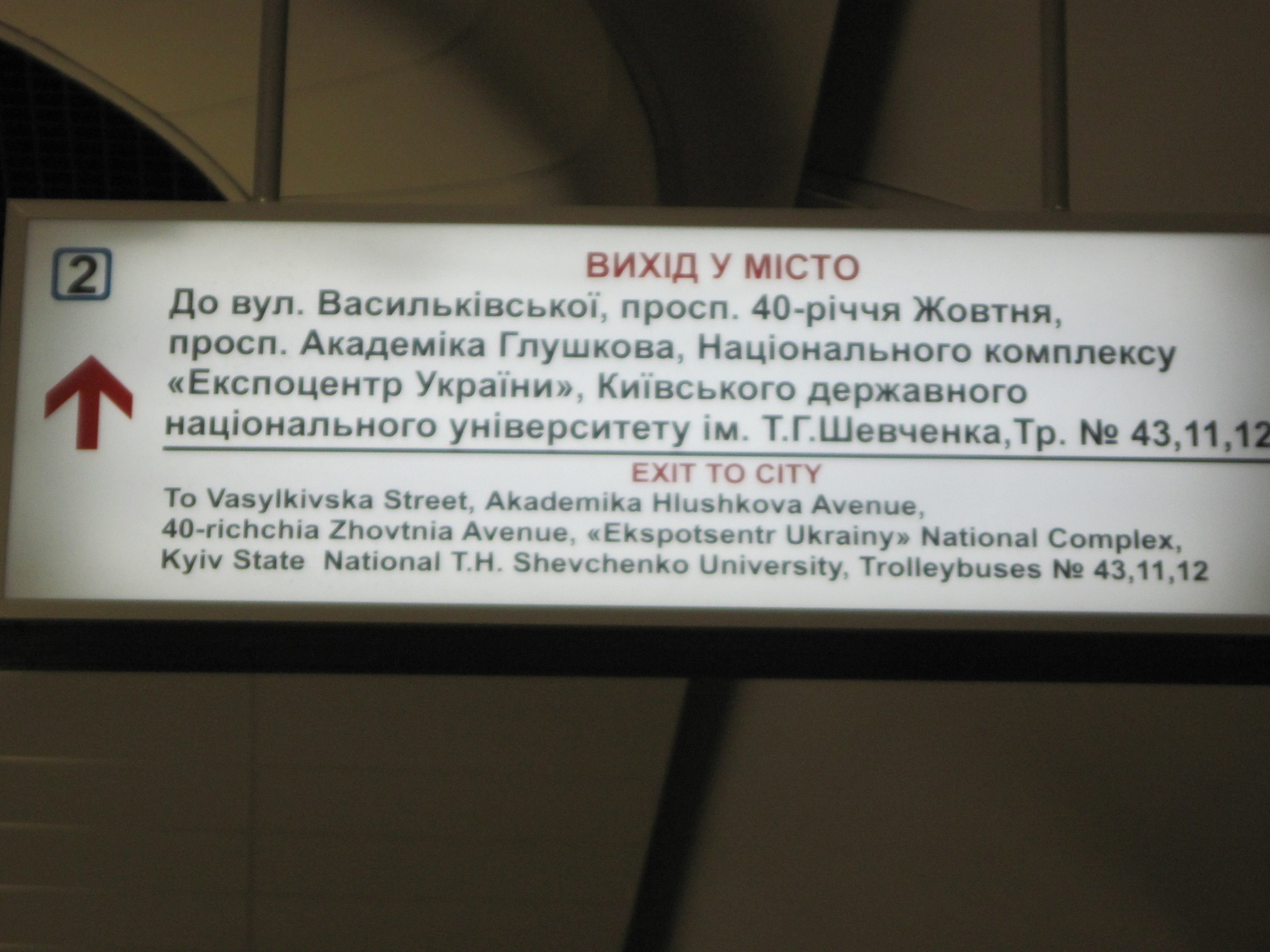
Вихід у місто зі станції (в майбутньому підземні переходи об'єднають)
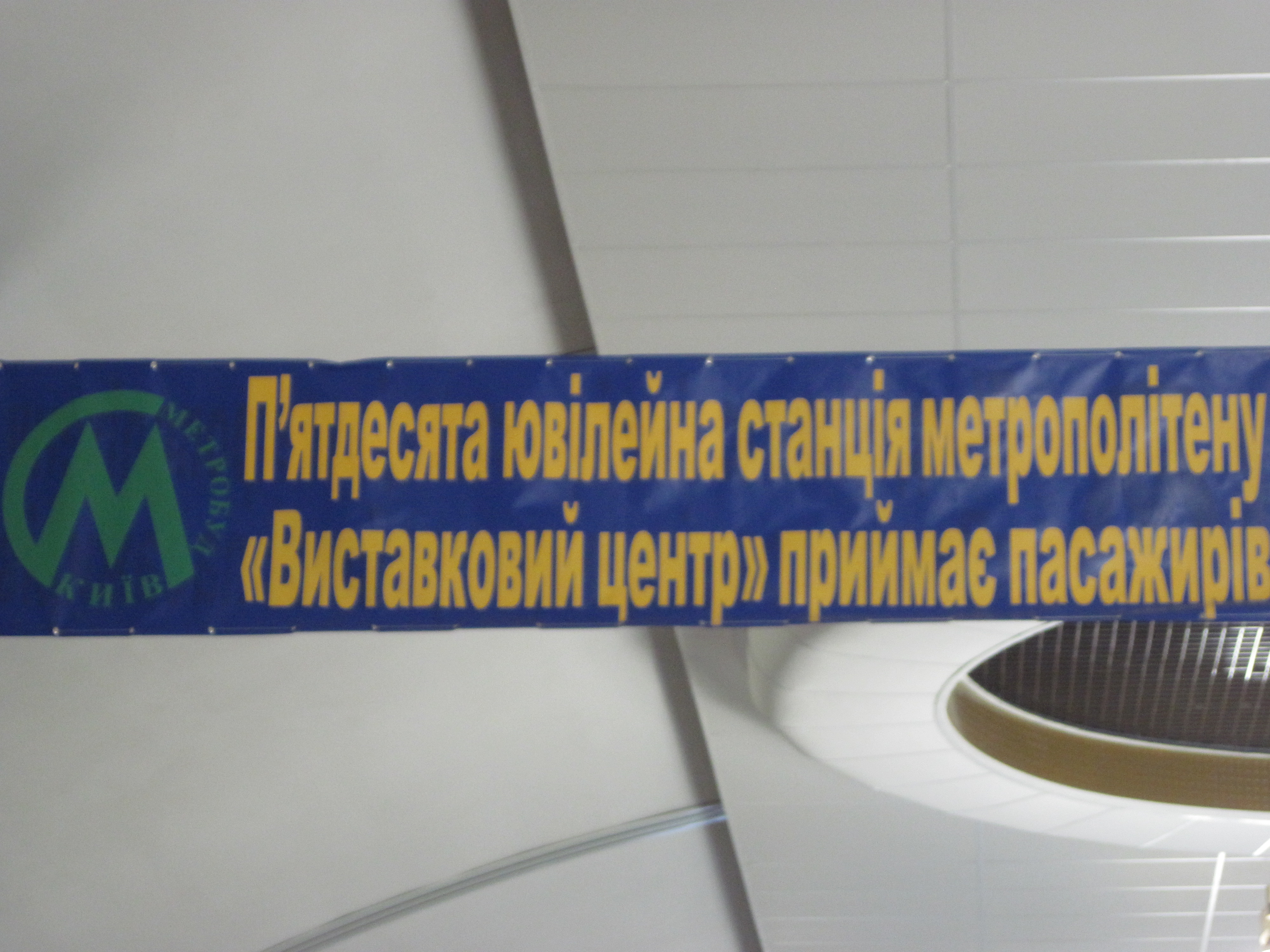
«Виставковий центр» — 50-а станція метро в Києві
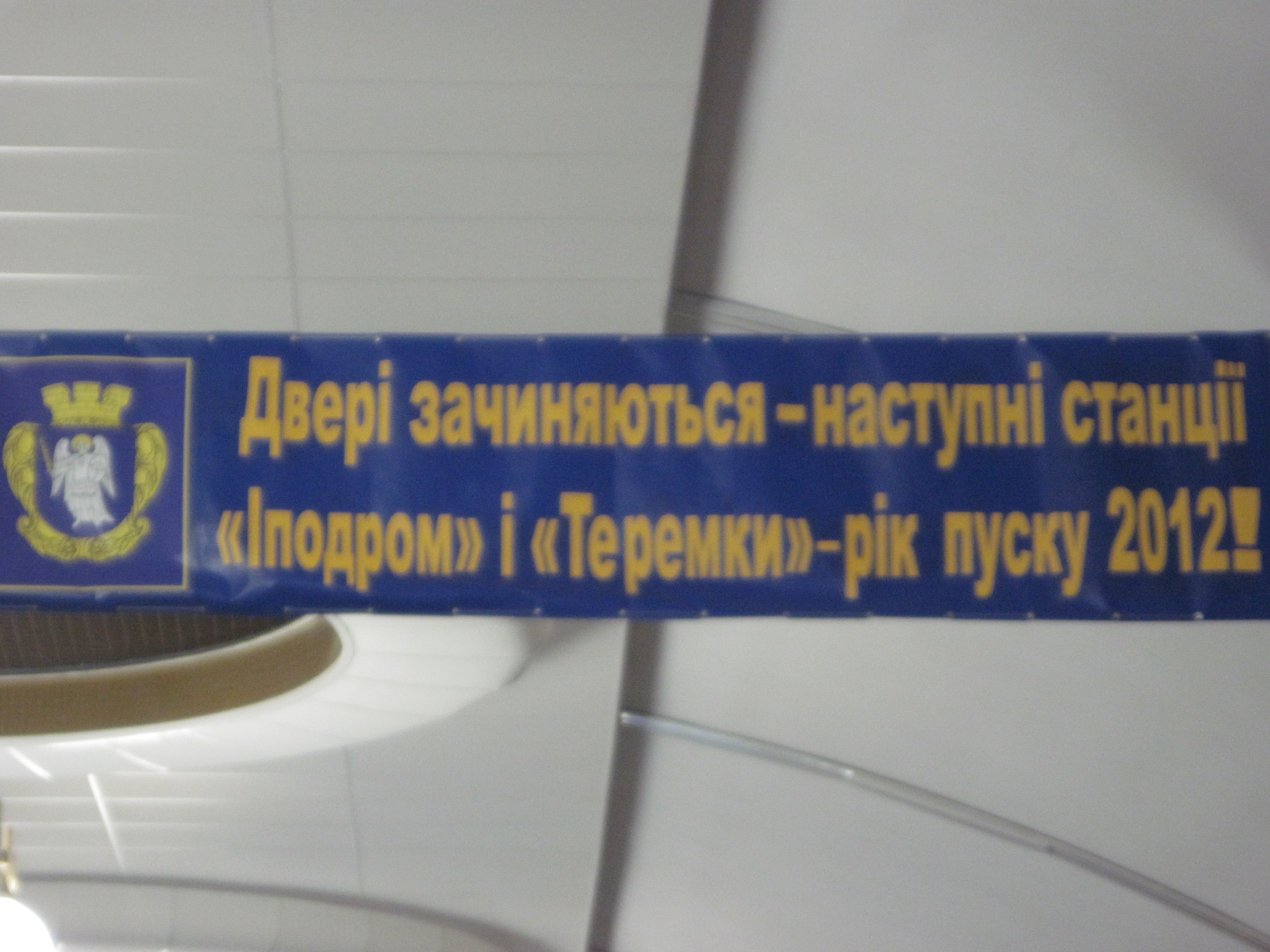
Обіцянки відкрити нові станції метро у 2012 році
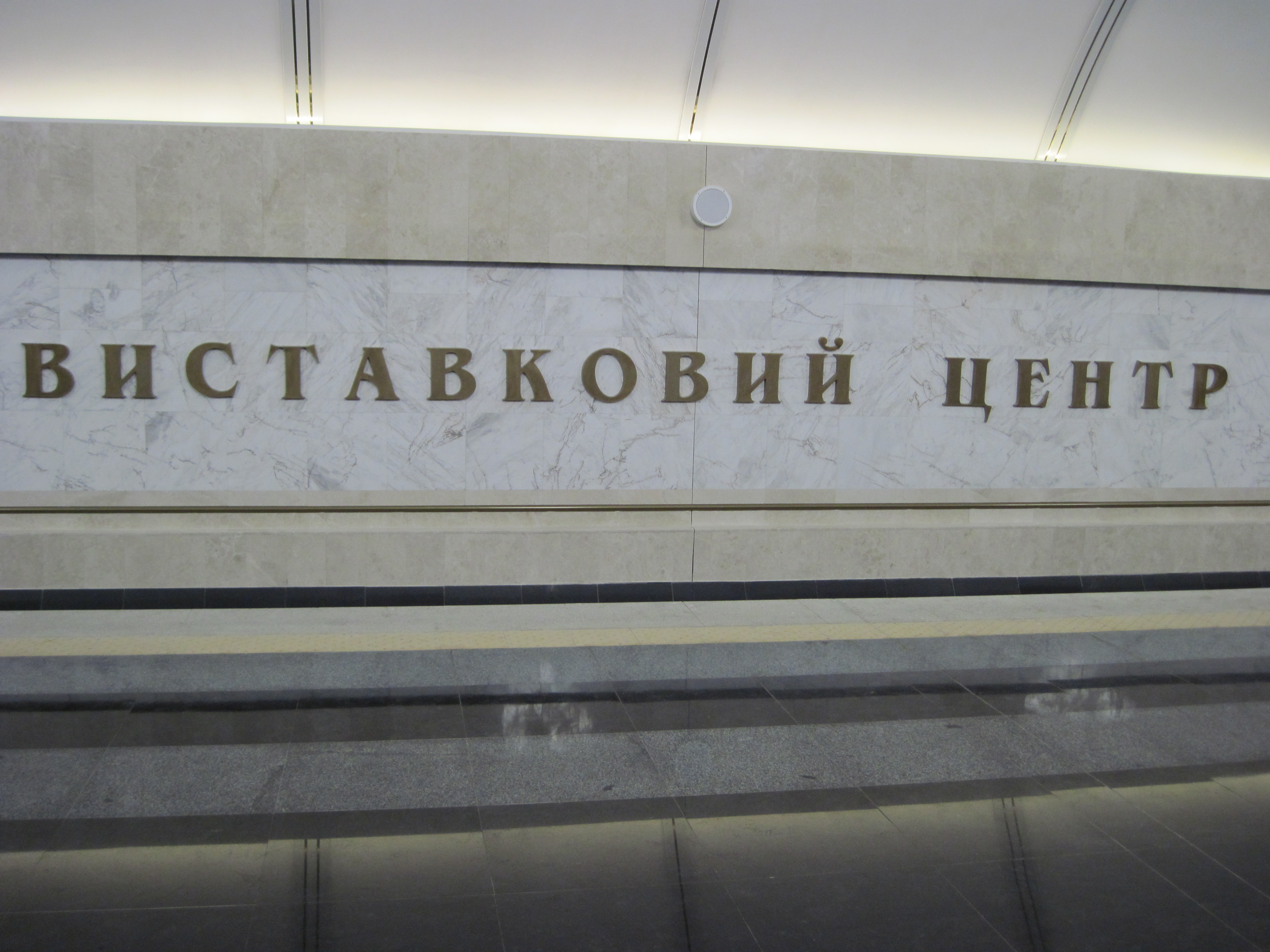
Назва станції на колійній стіні
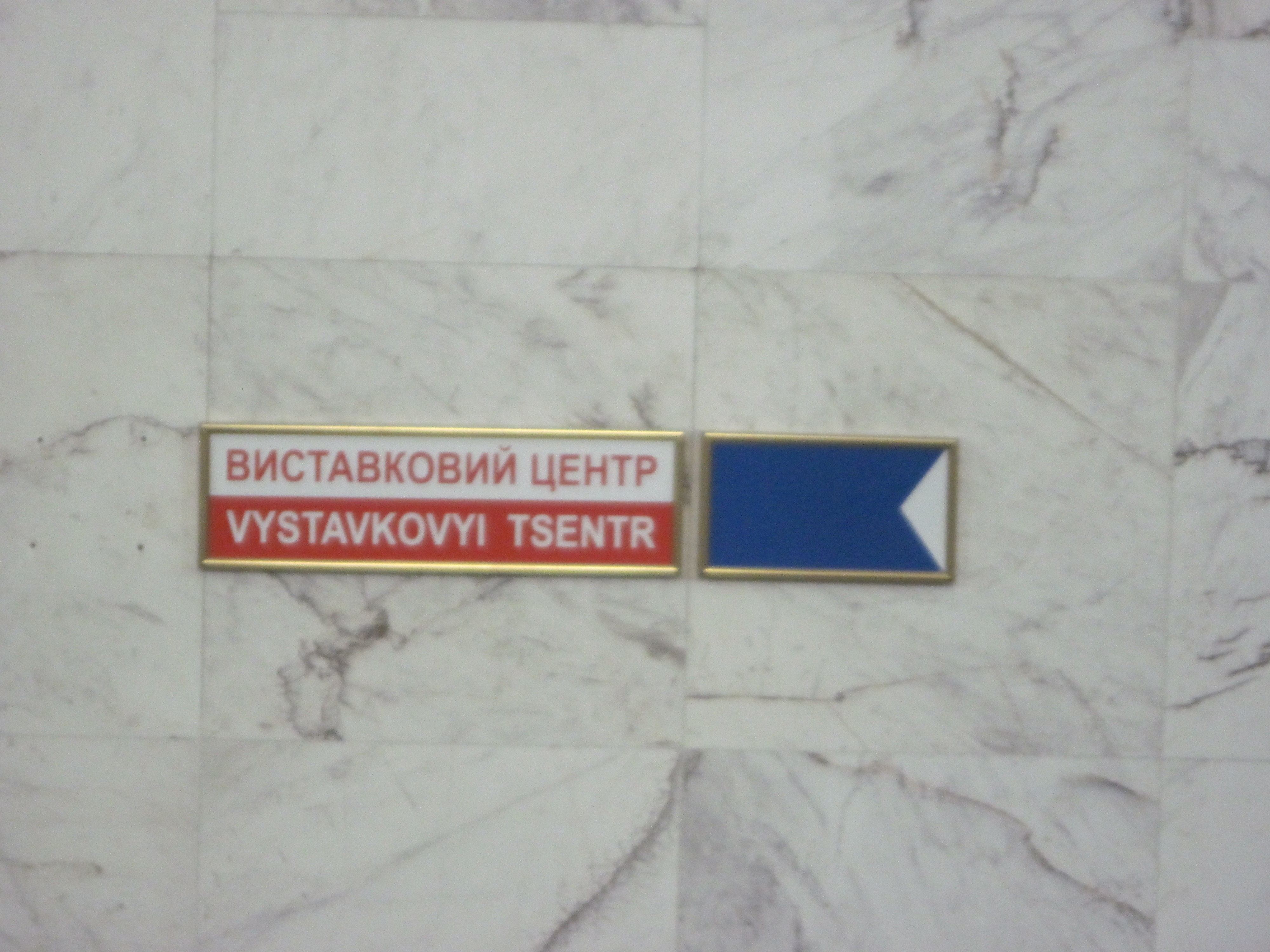
Настінний напис
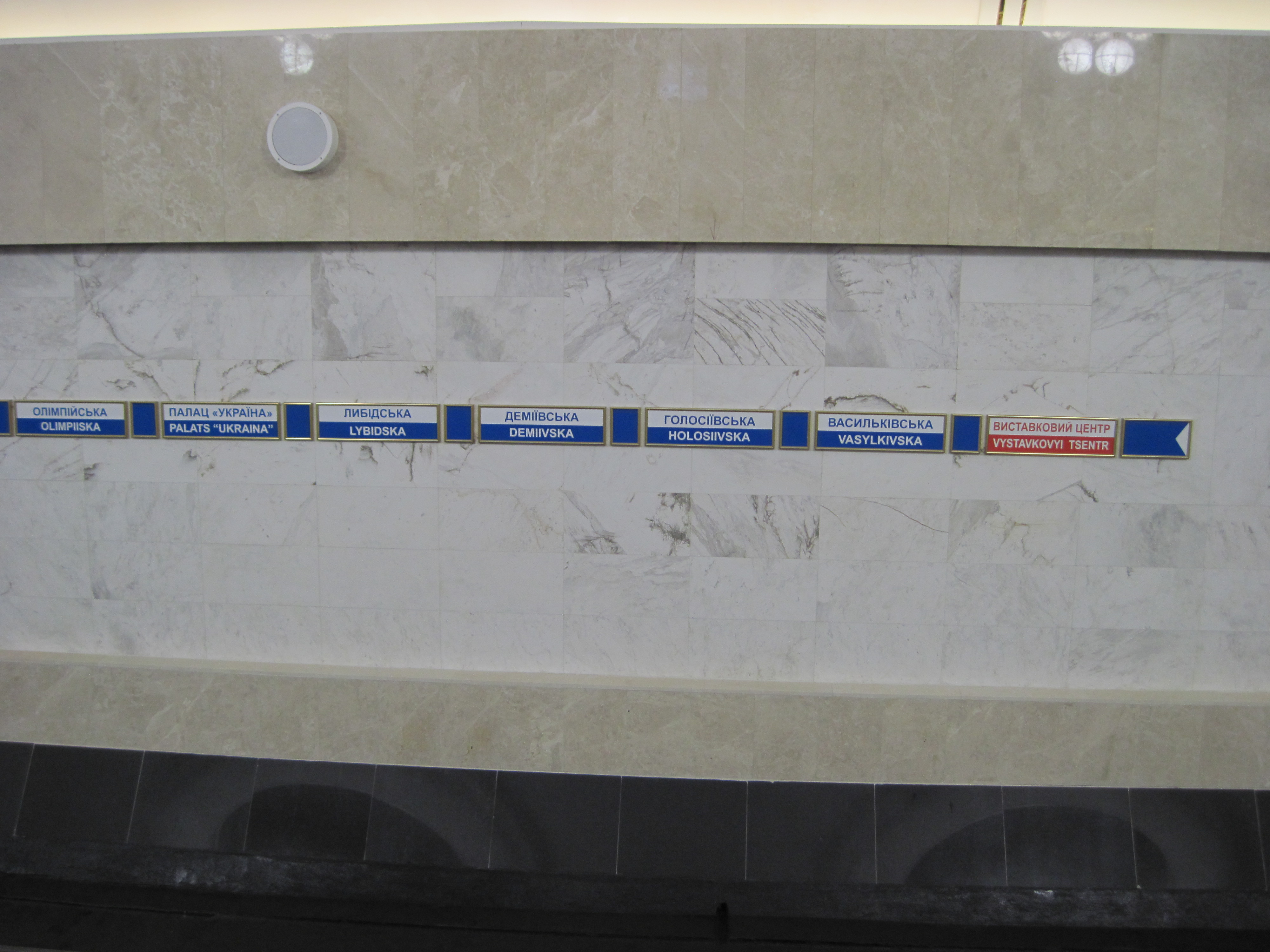
Перелік станцій для посадки (початок) на колії, де поки що посадки немає
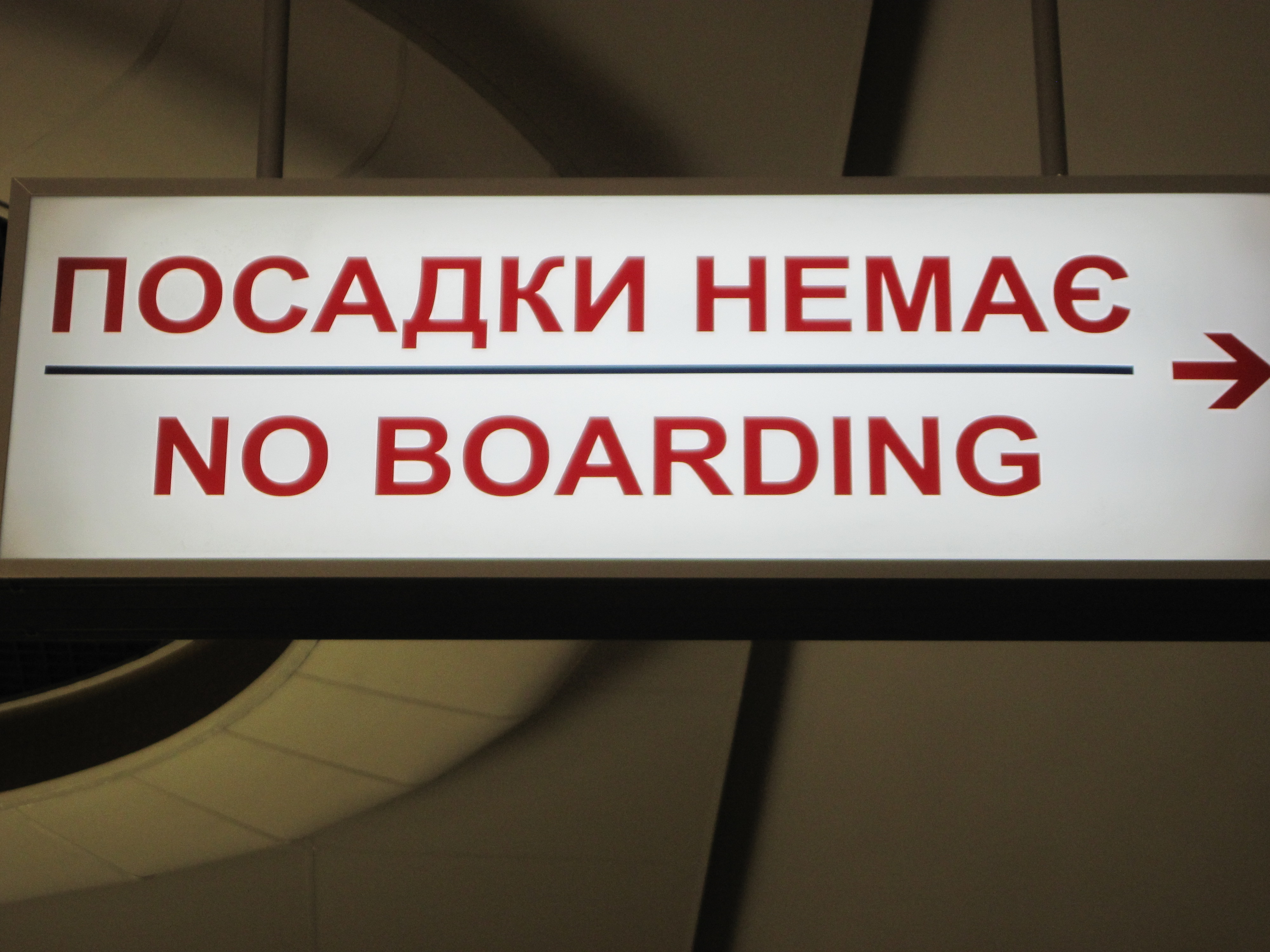
Посилання на станції
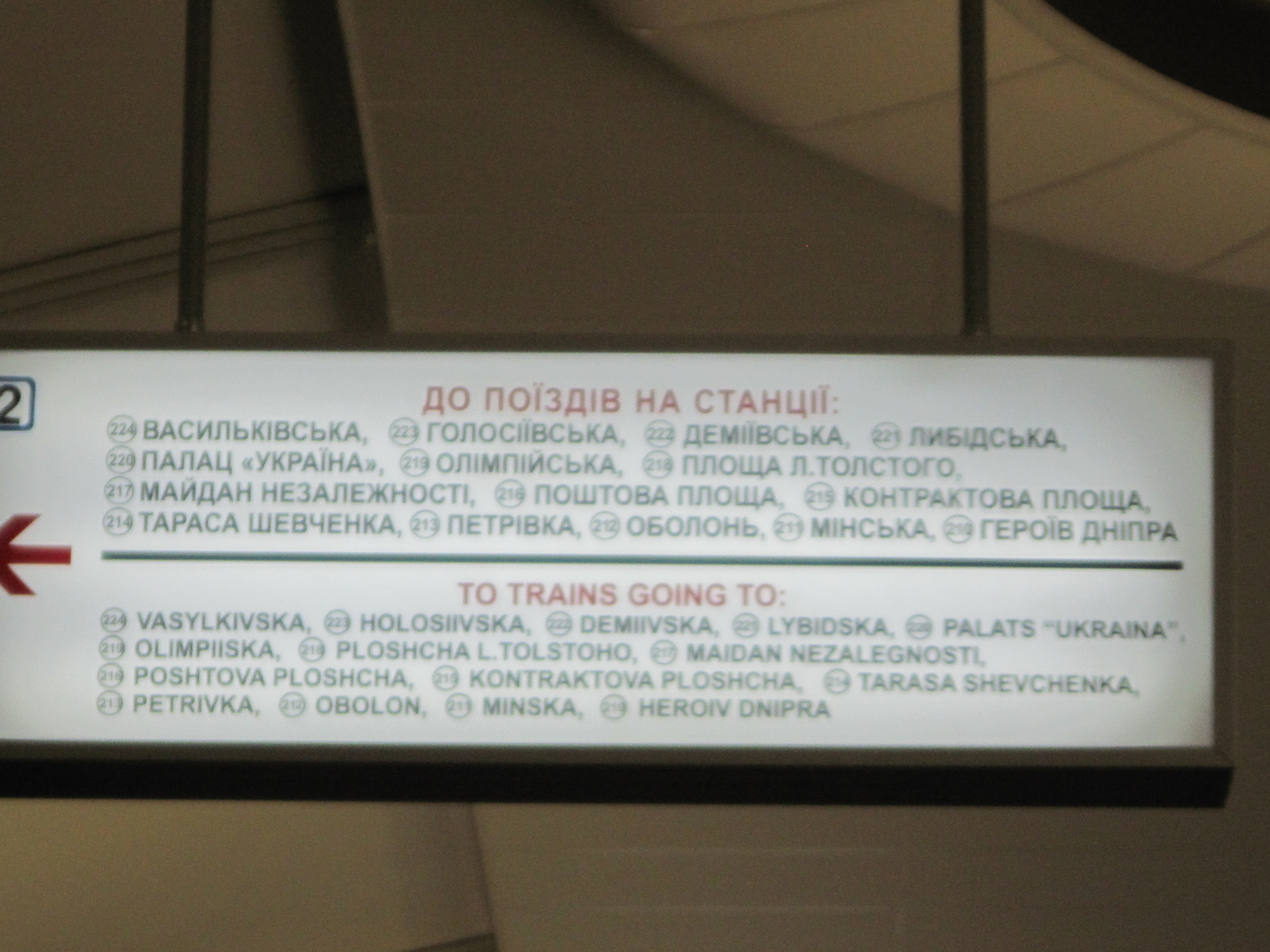
Покажчик станцій
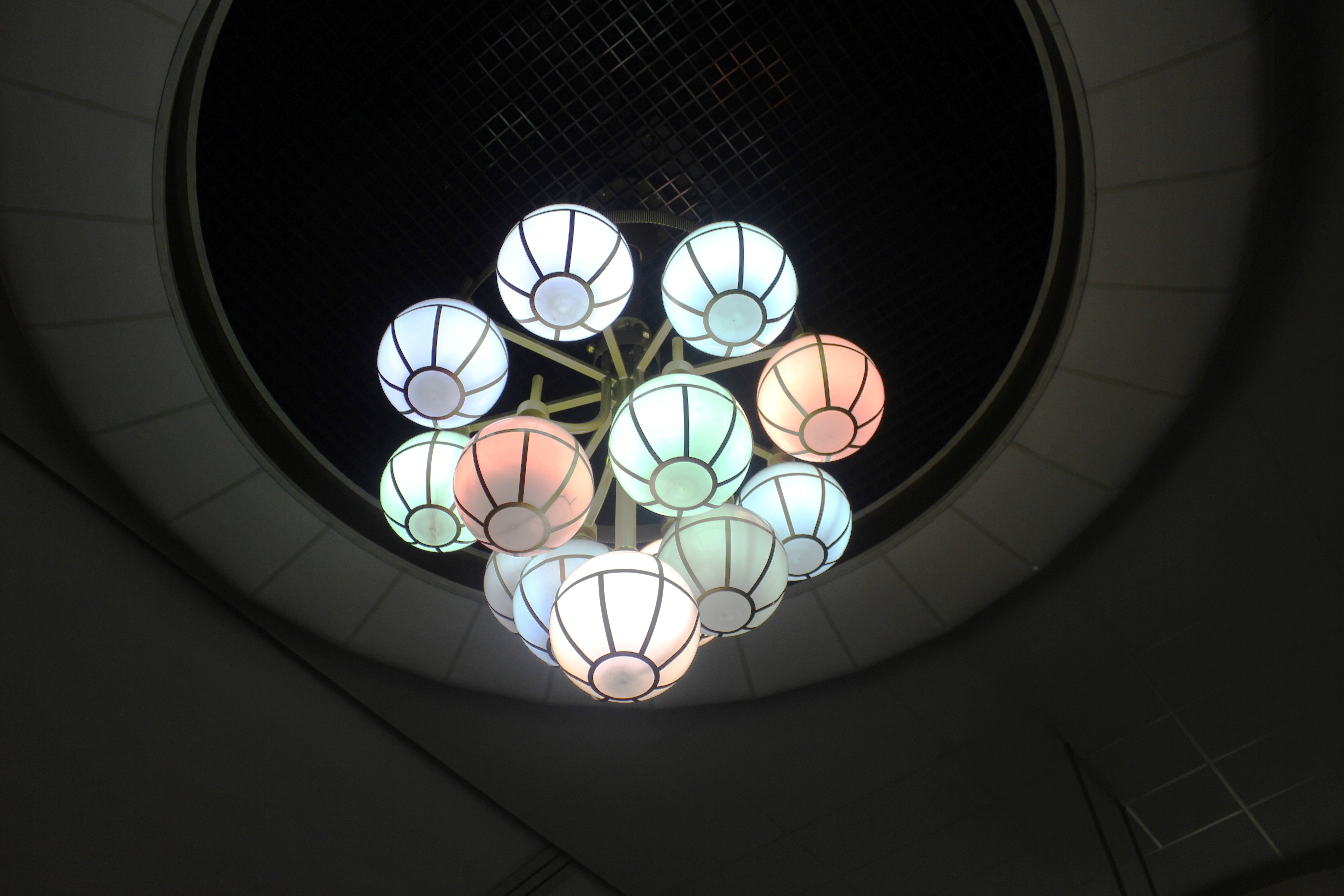
Світильник над платформою
- Ескалатори